# Groupement de soutien de la base de défense de Nîmes - Laudun - Larzac
 (mai 2023).
Si vous disposez d'ouvrages ou d'articles de référence ou si vous connaissez des sites web de qualité traitant du thème abordé ici, merci de compléter l'article en donnant les références utiles à sa vérifiabilité et en les liant à la section « Notes et références ».
Le groupement de soutien de la base de défense de Nîmes - Laudun - Larzac (GSBdD NLL) est un organisme militaire interarmées du service du commissariat des armées créé le 1er janvier 2011. Son rôle est de soutenir dans le domaine de l'administration générale et du soutien courant, toutes les unités militaires stationnées dans le périmètre de la Base de Défense.
Son état-major, est depuis septembre 2011 situé au sein du quartier El Parras, sur la commune de Nîmes, à l'emplacement de l'ancienne base aéronavale de Nîmes-Garons.